# Xeinostoma richeri
Xeinostoma richeri is een krabbensoort uit de familie van de Cyclodorippidae. De wetenschappelijke naam van de soort is voor het eerst geldig gepubliceerd in 1993 door Tavares.